# Stenopseustes sericinus
Stenopseustes sericinus là một loài bọ cánh cứng trong họ Cerambycidae.